# Європейська економічна зона

Європейська економічна зона та Швейцарія. Країни-члени ЄС
Члени ЄЕЗ
Член ЄЕЗ на тимчасовій основі (Хорватія)
Держави ЄАВТ, які є частиною ЄЕЗ
держава, яка раніше підписала угоду, але не вступила до ЄЕЗ (Швейцарія)
Колишня держава ЄС, що вийшла з ЄЕЗ (Сполучене Королівство)

Європе́йська економі́чна зо́на (ЄЕЗ) або Європе́йський економі́чний про́стір (ЄЕП) (англ. European Economic Area) — зона вільного руху товарів, послуг, капіталів і робочої сили, що включає в себе країни Європейського Союзу і країни  Європейської асоціації вільної торгівлі (ЄАВТ), крім Швейцарії. ЄЕЗ не поширюється на риболовлю та сільське господарство. 
Європейська економічна зона (ЄЕЗ) набула чинності 1 січня 1994 (підписана 1992 року). ЄЕЗ ґрунтується на тих самих «чотирьох свободах», що й Європейське співтовариство: вільне пересування товарів, осіб, послуг і капіталу між країнами ЄЕЗ. Таким чином, країни ЄАВТ, що входять до ЄЕЗ, мають режим вільної торгівлі з Європейським Союзом. Це дозволяє країнам – учасницям ЄАВТ брати участь в єдиному європейському ринку без вступу до ЄС (Ісландія, Норвегія та Ліхтенштейн).
Зокрема, акти, що ухвалюються Європейським Союзом для регулювання єдиного європейського ринку, поширюються також і на Ісландію, Норвегію та Ліхтенштейн. У актах ЄС, що мають стосунок до ЄЕЗ, після назви робиться примітка, що цей акт стосується Європейської економічної зони. 
Згідно з угодою, країни ЄАВТ — ЄЕЗ (Норвегія, Ісландія та Ліхтенштейн) запроваджують до національних законодавств правовий доробок Спільноти в усіх галузях, на які поширюється ЄЕЗ. В органах ухвалювання рішень ЄС Норвегія, Ісландія та Ліхтенштейн мають лише дорадчий голос; вони беруть участь у фінансуванні структурних фондів ЄС. Керівним органом Європейської Економічної Зони є Рада, що збирається двічі на рік.
Таким чином, у рамках Митного союзу, Європейської економічної зони та Європейської асоціації вільної торгівлі відбуваються процеси, спрямовані на торговельну інтеграцію країн-учасниць.
Відповідно до угоди про Європейську Економічну Зону, розширення ЄС потягло за собою і розширення Європейської Економічної Зони. Таким чином, наразі європейська економічна зона охоплює 30 країн.

## Члени
Держави-члени Європейської економічної зони:
- Австрія
- Бельгія
- Болгарія
- Кіпр
- Чехія
- Данія
- Естонія
- Фінляндія
- Франція
- Німеччина
- Греція
- Угорщина
- Ісландія
- Ірландія
- Італія
- Ліхтенштейн
- Латвія
- Литва
- Люксембург
- Мальта
- Нідерланди
- Норвегія
- Польща
- Португалія
- Румунія
- Словаччина
- Словенія
- Іспанія
- Швеція
- Велика Британія

## Назви
- болг. Европейска икономическа зона
- хорв. Europski gospodarski prostor
- чеськ. Evropský hospodářský prostor
- дан. Europæisk Økonomisk Samarbejdsområde
- нід. Europese Economische Ruimte
- ест. Euroopa Majanduspiirkond
- фін. Euroopan talousalue
- фр. Espace économique européen
- нім. Europäischer Wirtschaftsraum
- грец. Ευρωπαϊκός Οικονομικός Χώρος
- угор. Európai Gazdasági Térség
- ісл. Evrópska efnahagssvæðið
- ірл. Limistéar Eorpach Eacnamaíoch
- італ. Spazio economico europeo
- латис. Eiropas Ekonomikas zona
- лит. Europos ekonominės erdvės
- мальт. Żona Ekonomika Ewropea
- норв. Europeiske økonomiske samarbeidsområde
- пол. Europejski Obszar Gospodarczy
- порт. Espaço Económico Europeu
- рум. Spațiul Economic European
- словац. Európsky hospodársky priestor
- словен. Evropski gospodarski prostor
- ісп. Espacio Económico Europeo
- швед. Europeiska ekonomiska samarbetsområdet